# AQUOS

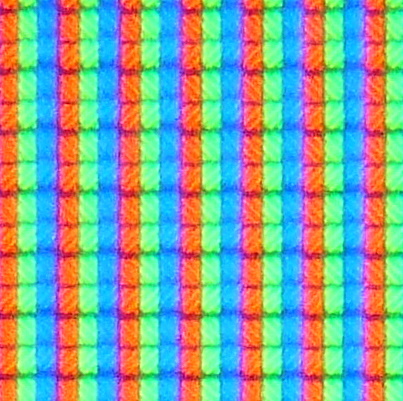
LCD液晶像素的近距离特写（夏普Aquos LC-32BV8E）

夏普Aquos（英語：Sharp Aquos），是一个日本夏普公司创建的LCD电视和部件的品牌。它从小型可持有款式（比如13吋B系列）到大型电视戏院屏幕（比如65吋高清系列），此外还为一些移动手机等设备提供屏幕。

## 概述
2001年，Aquos技术首次亮相于13吋、15吋和20吋的4:3屏幕。之后它成为夏普最高级别的LCD生产线。2009年，夏普公布了搭设蓝光播放器的LCD HDTVs系列。一些Aquos LCD电视通过增加了黄色部件，形成RYGB彩色空间，并奠定了新款四色技术（Quattron）型号；最初的设计师是喜多俊之。
Aquos电视运行于Linux操作系统。
在富士康注入夏普后，开始对Aquos增加资金和技术输入。2017年4月18日，夏普发布了全新的旗舰智能手机AQUOS R。7月份，宣布“旷视”系列新品S60和S60U。

## 相关
- 蓝人乐团夏普Aquos戏院（英语：Blue Man Group Sharp Aquos Theatre）
- TFT LCD
- 液晶显示电视
- 数字电视
- 高清晰度电视
- 等离子电视